# 巴登-杜爾拉赫的克里斯蒂娜
巴登-杜爾拉赫的克里斯蒂娜（德語：Christine von Baden-Durlach，1645年4月22日—1705年12月21日）是腓特烈六世的女兒，母親是克里斯蒂娜·瑪格達萊娜。

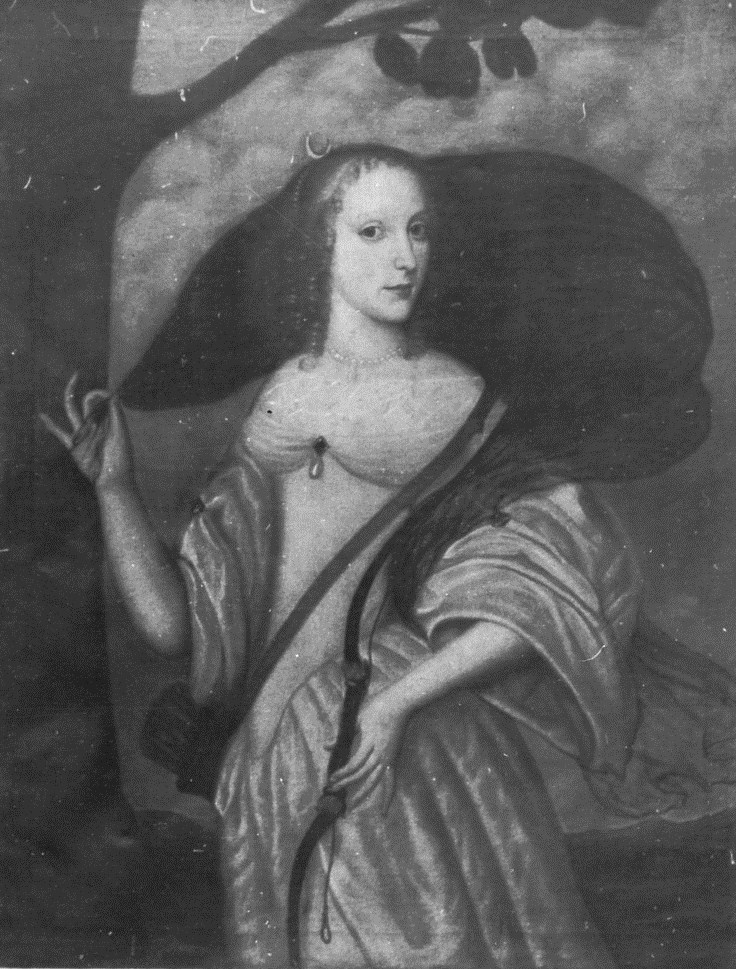

1665年，克里斯蒂娜與安斯巴赫藩侯阿爾布雷希特二世結婚，兩人沒有子女。1681年，克里斯蒂娜與薩克森-哥達-阿爾滕堡公爵腓特烈一世結婚，兩人沒有子女。